# 君の中で踊りたい
「君の中で踊りたい」（きみのなかでおどりたい）は、日本の音楽ユニット・B'zの楽曲。1989年5月21日にBMGビクターより2作目のシングルとして発売された。

## 概要
2ndアルバム『OFF THE LOCK』との同時リリースで、ジャケット写真も同作と同様のものが使用された。ジャケットの文字や曲調など、前作の路線をほとんど引き継いでいる。
前作と同じくあまりヒットせず、オリコンチャートでは圏外であった。

## 収録曲
| 全作詞: 稲葉浩志、全作曲: 松本孝弘、全編曲: 松本孝弘・明石昌夫。 |                      |          |            |      |
| #                                                                | タイトル             | 作詞     | 作曲・編曲 | 時間 |
| 1.                                                               | 「君の中で踊りたい」 | 稲葉浩志 | 松本孝弘   | 3:50 |
| 2.                                                               | 「SAFETY LOVE」      | 稲葉浩志 | 松本孝弘   | 4:10 |
| 合計時間:                                                        | 合計時間:            | 8:00     |            |      |

## 楽曲解説
1. 君の中で踊りたい
  - B'zとしては初めてタイアップがついた曲。
  - MVは、今は無き横浜ドリームランドとスタジオで撮影された[2]。
  - シングル表題曲では発売からライブ演奏の映像化までの間隔が最も長く、2017年発売のボックス・セット『B'z COMPLETE SINGLE BOX』で約28年越しの初映像化となった[注釈 1]。
  - 1992年に、W-NAOによってカバーされた。
2. SAFETY LOVE
  - 1991年に行われたツアー『B'z LIVE-GYM "Pleasure '91"』で演奏された時は、明石はベースを終始スラップで演奏し[注釈 2]、曲の冒頭部分を歌唱した。この模様は映像作品『JUST ANOTHER LIFE』にも収録されている。

## タイアップ
- TBS系テレビドラマ ドラマ23『ハイミスで悪かったネ!』エンディングテーマ（#1）

## 参加ミュージシャン
- 松本孝弘:ギター、全曲作曲・編曲
- 稲葉浩志:ボーカル、全曲作詞
- 明石昌夫:全曲編曲
- 江口信夫:ドラム（#1）

## 「君の中で踊りたい」のバージョン違い
I Wanna Dance Wicked Beat Style
2ndミニ・アルバム『WICKED BEAT』に収録。
全英詞バージョンで、ダンサブルなアレンジになっている。
君の中で踊りたい 2023
54thシングル『STARS』収録。
リレコーディングバージョン。冒頭にサビのフレーズが追加されるなど、曲の構成も変更されている。
2023年に行われたツアー『B'z LIVE-GYM Pleasure 2023 -STARS-』では、このバージョンで演奏された。

## 収録アルバム
君の中で踊りたい
- OFF THE LOCK
- WICKED BEAT（英語詞バージョン「I Wanna Dance Wicked Beat Style」）
- B'z TV Style SONGLESS VERSION（TV Style）
- Flash Back -B'z Early Special Titles-
- B'z The Best XXV 1988-1998

SAFETY LOVE
- OFF THE LOCK
- Flash Back -B'z Early Special Titles-

## ライブ映像作品
君の中で踊りたい
- B'z COMPLETE SINGLE BOX（特典DVD）

SAFETY LOVE
- JUST ANOTHER LIFE